# Къща на улица „Зевксис“ № 1 и улица „Иктинос“
Къщата на улица „Зевксис“ № 1 и улица „Иктинос“ (на гръцки: Κτίριο στην Ζεύξιδος 1 και Ικτίνου) е историческа постройка в град Солун, Гърция.

## Местоположение
Сградата е разположена на улица „Зевксис“ № 1 и улица „Иктинос“.

## История
Построена е в 1931 година, когато е построен училищният комплекс „Агия София“, с което име къщата е известна тогава. В 60-те години на XX век е надстроена и достига до четвърти етаж. Обявена е за паметник на културата в 2016 година, но без надстройките.

## Архитектура
Забележителна жилищна сграда с прости морфологични елементи, които се отличават от декоративния плурализъм на еклектиката. Характерни елементи са повторяемостта на пода и онкопластичното оформяне на ъгъла с еркера на ъгъла на улиците „Зевксис“ и „Иктинос“, който е с косо отрязани страни. Акцентирането на ъгъла става по-интензивно с вертикалния, единично призматичен декоративен елемент, разделящ двете балконски врати. Ценни елементи са парапетите и дървените рамки. В интериора на къщата интерес представляват дървените резбовани двукрили врати на апартаментите, както и цветните циментови плочки по подовете на общата част на стълбището от епохата на построяването.
Надстроените етажи запазват някои основни елементи от морфологията на оригиналната сграда като симетрията на отворите, но етажите са с по-ниска височина, което се вижда лесно от височината на отворите, а балконите са единични на всяко лице, като по този начин се нарушава екстериорът на оригиналната сграда.